# 미스핏츠 (드라마)
미스핏츠(영어: Misfits 미스피츠[*])는 2009년 11월 12일부터 2013년 12월 11일까지 E4에서 방영된 드라마이다.

## 개요
《미스핏츠》(Misfits)는 영국의 E4에서 방영된 드라마로, 초능력을 갖게 된 불량 청소년들의 이야기를 그린 드라마이다. 죄를 짓기는 했지만 그들의 죄 때문에 사람들로 인정 받지 못해 더욱 죄를 짓게 되는 슬픈 현실을 잘 나타낸다. 또한 주의 깊게 드라마를 보다 보면 그들의 능력이 그들의 마음 한 구석에 있던 욕망 대로 나타났다는 것을 알 수 있다.
```
주인공들은 마법 같은 폭풍에 휘말려 초능력을 얻게 된 
사회 봉사를 하게 된 청소년
들이다.
```

켈리는 폭력적인 여성 청소년으로 사람들의 생각을 듣는 능력을 가지게 된다.
스포츠 스타 커티스는 크게 당황하면 시간을 되돌릴 수 있는 능력을 가지는데 컨트롤은 하지 못한다.
알리샤는 상대방이 그녀를 터치할 때 상대방의 성적 욕망을 증폭시키는데 이것도 컨트롤할 수 없는 능력이다.
사이먼은 스스로 컨트롤하여 투명인간이 될 수 있다.
네이슨은 불로장생의 능력을 가지고 있다.
3시즌부터 등장하는 루디는 다른 인격을 가진 루디로 나누어질 수 있다.
이외에도 각 에피소드의 등장인물들은 다양한 능력을 가진 채로 나타난다.
2시즌 후반부터 능력을 한 사람에서 다른 사람으로 옮길 수 있는 능력을 가진 인물이 등장하여 등장인물의 능력이 조금 바뀌기도 한다.
```
일상화된 욕설
과 
퇴폐적인 문화
가 잘 드러난 드라마라서 보기 불편할 수도 있지만 묘한 재미를 알게 된다면 다음 시즌도 곧 찾게 될 것이다.
```

다른 여러 나라 사람들의 평으로는 1시즌이 가장 재미있고 그 다음부터 점차 재미가 줄어든다고 한다. 그만큼 1시즌은 기발한 이 드라마의 첫 시작을 잘 장식하고 캐릭터의 개성 또한 매우 독특하고 강하다고 할 수 있다.
2013년 겨울, 5시즌을 끝으로 종영했다.

## 캐스트

### 시즌 1
- 네이슨 역 - 로버트 시한(Robert Michael Sheehan)

항상 문제를 일으키고 다니는 구제불능에, 모든 것을 비꼬는 위트를 가지고 있다. 어느 날 픽앤믹스에서 사탕을 먹다가 잡혀서 사회봉사를 하게 되고, 엄마도 그를 포기하게 되어 사회봉사센터에서 노숙하게 된다. 의문의 폭풍 이후 모두가 능력이 생겼지만 혼자만이 자신의 능력을 찾지 못한다. 그 뒤 제일 뒤늦게 불사인 초능력을 가지게 된다.
- 사이먼 역 - 이완 리온(Iwan Rheon)

언제나 소외당하며 학교에선 왕따를 당한다. 학교에서 늘 자신을 괴롭히고 모욕감을 주었던 아이가 사는 옆집에 불을 지르려 하다가 사회봉사를 하게 된다. 어느 날 의문의 폭풍 이후 투명인간이 될 수 있는 초능력을 갖게 된다.
- 캘리 역 - 로렌 소샤(Lauren Marie Socha)

한 여자아이가 자신을 차브(창녀)라고 놀렸고 그 때문에 싸움에 휘말려서 사회봉사를 하게 된다. 겉모습과 말을 보면 강한 여자이지만, 은근히 따뜻한 면을 가지고 있는 천상여자다. 노숙을 하는 네이슨에게 밥 한끼를 챙겨주거나, 사이먼에게 짓궂게 구는 네이슨을 제지하기도 한다. 의문의 폭풍 이후 남들의 생각이 들리는 능력이 생긴다.
- 커티스 역 - 네이산 스튜어트 자렛(Nathan Stewart Jarrett)

유명한 육상선수로 올림픽을 바라보는 유망주였으나 여자친구인 샘과 함께 있다가 코카인 문제에 엮어 사회봉사를 하게 되고, 사회봉사센터에 와서 알리와 사귀게 된다. 의문의 폭풍 이후 시간을 되돌리는 능력이 생겼지만 그 능력을 마음대로 쓰는 방법은 알지 못한다.
- 알리샤 역 - 안토니아 토마스(Antonia Laura Thomas)

예쁜 외모와 섹시함으로 남자에게 인기가 많으며, 음주 운전으로 사회봉사를 하게 된다. 어쩌면 헤프게 보일 수 있으나 속이 깊고 신중하다. 의문의 폭풍 이후 만지는 사람들은 그녀와 잠자리를 갖고 싶어 하게 되는 능력을 갖게 되었으나, 그녀 자신은 그 능력을 싫어한다.

## 수상
- 드라마와 작가 하워드가 2010년 3월 RTS Awards 상 후보로 지명
- 2010년 BAFTA Television Award for Best Drama Series 선정
- 캘리 역을 맡은 Lauren Socha, Best Supporting Actress 수상
- 2011년 Best Comedy Drama에 지명되었지만, 드라마 “Psychoville”가 영광을 가져갔다.[1]